# Dolichopeza ludibunda
Dolichopeza ludibunda är en tvåvingeart som beskrevs av Alexander 1932. Dolichopeza ludibunda ingår i släktet Dolichopeza och familjen storharkrankar. Inga underarter finns listade i Catalogue of Life.